# Hemerobius angustipennis
Hemerobius angustipennis är en insektsart som beskrevs av C.-k. Yang 1992. Hemerobius angustipennis ingår i släktet Hemerobius och familjen florsländor. Inga underarter finns listade i Catalogue of Life.